# Phytomyza hedingi
Phytomyza hedingi este o specie de muște din genul Phytomyza, familia Agromyzidae, descrisă de Ryden în anul 1953.
Este endemică în Islanda. Conform Catalogue of Life specia Phytomyza hedingi nu are subspecii cunoscute.